# Evo (revista)
Evo (o EVO) es una revista británica dedicada a los automóviles deportivos, incluyendo también superdeportivos.

## Historia y perfil
El primer número se lanzó en noviembre de 1998 como un sucesor no oficial a la revista del motor Performance car, la cual fue cancelada e integrada en la revista Car. "Evo" se publica trece veces al año y es parte de la editorial Dennis Publishing. Sus oficinas centrales se sitúan en Wollaston (Northamptonshire). La revista está editada por Stuart Gallagher.
Mucho de lo que Evo es hoy ha evolucionado de Performance Car. Escritores como Richard Meaden, David Vivian, John Barker (periodista del motor), y Peter Tomalin son algunas de las caras familiares que han trabajado en ambos títulos. Henry Catchpole y Jethro Bovingdon son ahora probadores y escritores. Russell Bulgin también ha contribuido a la revista. Stuart Gallagher es el editor actual de Evo, mientras que anteriores editores incluyen a Peter Tomalin, John Barker y Richard Meaden. Harry Metcalfe, quién también ha servido como editor, fue el director de editorial y fundador.
Propiedad de Dennis Publishing y con el lema "La emoción de conducir", Evo intenta introducir al lector en la experiencia de conducción de cualquier coche concreto, y todos los otros aspectos se consideran secundarios a esta 'emoción'. Mientras que las cifras de prestaciones se añaden en forma de tiempos de vuelta, para lo que Evo suele usar el Bedford Autodrome, velocidad en curvas y velocidad en línea recta, la naturaleza subjetiva de la experiencia de conducción es el factor primordial por el qué los coches son puntuados por Evo.
Muchos miembros importantes y celebridades de la industria del automóvil han contribuido con Evo, incluyendo Gordon Murray, Jeff Daniels, y ocasionalmente Rowan Atkinson. Otros colaboradores son John Simister, Ian Fraser, Martin Buckley, David Yu, Tony Bailey, Paul Bailey, Simon George y Richard Porter.
También existen ediciones internacionales de Evo para España, Francia, Italia, Singapur, Croacia, República Checa, Grecia, Turquía, Filipinas, Malasia, Tailandia, Ucrania, India, y el Oriente Medio. Son un poco diferentes de la original, y presentan contenido relevante a los respectivos países. Los escritores y editores de las ediciones internacionales suelen ser invitados para pruebas por muchas compañías de automóviles deportivos, de grandes marcas como Porsche, a pequeños constructores como Pagani y Gumpert.
Además de los nombres ya mencionados, es importante mencionar Evo ocasionalmente menciona el término 'amigos de Evo'. Algunos de estos individuos contribuyen con la revista, en forma de presentaciones de su experiencia con sus propios coches. Algunos de esos coches incluyen los Porsche Carrera GT, Pagani Zonda y Lamborghini Murciélago LP640.

### Ganadores del Coche del Año por Evo
Evo es famoso por su número final del año "El Coche del Año", heredado de su predecesora 'Performance Car', en qué miembros del equipo llevan a los mejores coches deportivos del año a ubicaciones preparadas para conducción a altas velocidades. Muchos años también se hace una prueba en circuito. Escocia, Gales, Francia, Italia y Portugal son algunas de las localizaciones destacadas para este premio.

#### 1998
- 1 Porsche 911 Carrera 2 (996.1)
- 2 Lotus Elise Sport 135 (S1)
- 3 Ferrari 355 F1
- 4 Subaru Impreza Turbo
- 5 Caterham Clubsport 1.8

#### 1999
- 1 Porsche 911 GT3 (996.1)
- 2 Ferrari 360
- 3 Subaru Impreza RB5 PPP
- 4 BMW M5 (E39)
- 5 Peugeot 306 Rallye

#### 2000
- 1 Porsche 911 Turbo (996)
- 2 Lamborghini Diablo 6.0 VT
- 3 Subaru Impreza P1
- 4 Lotus 340R
- 5 Vauxhall VX220

#### 2001
- 1 Pagani Zonda C12 S
- 2 BMW M3 (E46)
- 3 Lamborghini Murciélago
- 4 TVR Tamora
- 5 Porsche 911 Carrera (996.2)

#### 2002
- 1 Honda NSX-R
- 2 Porsche 911 Carrera 4S (996.2)
- 3 Ferrari 575M Maranello
- 4 Mercedes SL55 AMG
- 5 Lotus Elise 111S (S2)

#### 2003
- 1 Porsche 911 GT3 (996.2)
- 2 Lamborghini Gallardo
- 3 Renault Clio V6 255
- 4 Ferrari 360 CS
- 5 Noble M12 GTO-3R

#### 2004
- 1 Porsche 911 Carrera S (997.1)
- 2 Lotus Exige (S2)
- 3 Renault Clio 182 Cup
- 4 Porsche Boxster (987)
- 5 Lotus Elise 111R (S2)

#### 2005
- 1 Ford GT
- 2 Ferrari F430
- 3 Renault Clio 182 Trofeo
- 4 Lamborghini Gallardo SE
- 5 BMW M3 CS (E46)

#### 2006
- 1 Ferrari 599 GTB Fiorano
- 2 Porsche 911 GT3 (997.1)
- 3 Lamborghini Murciélago LP640
- 4 Chevrolet Corvette Z06 (C6)
- 5 Lotus Elise S (S2)

#### 2007
- 1 Porsche 911 GT3 RS (997.1)
- 2 Ferrari 430 Scuderia
- 3 Audi R8
- 4 Mercedes CLK 63 AMG Black Series
- 5 BMW M3 (E90)

#### 2008
- 1 Nissan GT-R
- 2 Lamborghini Gallardo LP560-4
- 3 Porsche 911 GT2 (997)
- 4 Renault Mégane R26.R
- 5 Alfa Romeo 8C Competizione

#### 2009
- 1 Lotus Evora
- 2 Porsche 911 GT3 (997.2)
- 3 Noble M600
- 4 Lamborghini Murciélago LP670-4 SV
- 5 Renault Clio 200 Cup

#### 2010
- 1 Porsche 911 GT3 RS (997.2)
- 2 Ferrari 458 Italia
- 3 Porsche 911 GT2 RS (997)
- 4 Lexus LFA
- 5 Mercedes-Benz SLS AMG

#### 2011
- 1 Porsche 911 GT3 RS 4.0 (997.2)
- 2 McLaren MP4-12C
- 3 BMW 1M Coupé
- 4 Porsche Cayman R
- 5 Lotus Elise Club Racer (S2)

#### 2012
- 1 Pagani Huayra y Lotus Exige S V6 (S3) (un primer empate en el concurso)
- 2 Porsche Boxster S (981)
- 3 McLaren MP4-12C (MY 2012)
- 4 Porsche 911 Carrera S (991)
- 5 BMW M135i

#### 2013
- 1 Porsche 911 GT3 (991)
- 2 Ferrari F12berlinetta
- 3 Mercedes-Benz SLS AMG Black Series
- 4 Aston Martin V12 Vantage S
- 5 Audi R8 V10 Plus

#### 2014
- 1 Ferrari 458 Speciale
- 2 Jaguar F-Type R Coupé
- 3 Porsche Cayman GTS (981)
- 4 Volkswagen Golf R (Typ 5G, MK7)
- 5 Mégane Renaultsport 275 Trophy-R
- 6 BMW i8
- 7 McLaren 650S Spider
- 8 Aston Martin Vanquish
- 9 BMW M3 (F80)
- 10 Audi S1

#### 2015
- 1 Porsche Cayman GT4
- 2 McLaren 675LT
- 3 Porsche 911 GT3 RS
- 4 Ferrari 488 GTB
- 5 Lamborghini Aventador LP750-4 SV
- 6 Lotus Evora 400
- 7 Chevrolet Camaro Z/28
- 8 SEAT León Cupra Ultimate Sub-8
- 9 Mercedes-AMG GT S
- 10 Honda Civic Type-R
- 11 Peugeot 208 GTi